# 人民监督员
人民监督员是接受检察院委任，对人民检察院办理直接受理立案侦查案件工作实施监督的中国公民。

## 人民监督员制度的创设
为了加强对查办职务犯罪工作的监督，提高执法水平和办案质量，在中央部署下，中国一些地方的检察院先行试点人民监督员制度。试点取得了成功，得到中共中央的充分肯定和社会各界广泛赞同。于是，自2010年10月29日起，最高人民检察院要求各级人民检察院全面推行人民监督员制度。

## 担任资格
人民监督员必须是年满23岁，没有犯罪记录，有选举和被选举权的中国公民。根据有关规定，以下人员不宜担任人民监督员：党委、政府及其组成部门的负责人、人民代表大会常务委员会组成人员、人民法院、人民检察院、公安机关、国家安全机关、司法行政机关的在职人员、执业律师、人民陪审员、以及其他因职务原因可能影响履行人民监督员职责的人员。

## 监督内容
（一）应当立案而不立案或者不应当立案而立案的；
（二）超期羁押或者检察机关延长羁押期限决定不正确的；
（三）违法搜查、扣押、冻结或者违法处理扣押、冻结款物的；
（四）拟撤销案件的；
（五）拟不起诉的；
（六）应当给予刑事赔偿而不依法予以赔偿的；
（七）检察人员在办案中有徇私舞弊、贪赃枉法、刑讯逼供、暴力取证等违法违纪情况的。